# Formula 1 – sezona 1973.
| FIA Svjetsko automobilističko prvenstvo 1973. | FIA Svjetsko automobilističko prvenstvo 1973. |
|                                               | Prvak                                         |
| --------------------------------------------- | --------------------------------------------- |
| Vozač                                         | Jackie Stewart (Tyrrell-Ford)                 |
| Konstruktor                                   | Lotus-Ford                                    |
| Prethodna sezona                              | Sljedeća sezona                               |
| 1972.                                         | 1974.                                         |
| Europska Formula 2 – sezona 1973.             |                                               |

Formula 1 - sezona 1973. bila je 24. sezona u prvenstvu Formule 1.

## Sažetak sezone
Jackie Stewart osvojio je svoj treći i posljednji naslov. Nakon završetka sezone povukao se iz Formule 1. Branitelj naslova Emerson Fittipaldi završio je na drugom mjestu s tri pobjede i na kraju sezone napustio momčad Lotus koja je osvojila konstruktorski naslov. Svoje prve pobjede u Formuli 1 ostvarili su Ronnie Peterson na Paul Ricardu na VN Francuske i Peter Revson na Silverstoneu na VN Velike Britanije. Ove godine prvi put je vožena VN Švedske na Anderstorpu, a pobijedio je Denny Hulme. 
Stewartov momčadski kolega i prijatelj Francois Cevert poginuo je u kvalifikacijama na posljednjoj utrci na Watkins Glenu na VN SAD-a. Upravo na Watkins Glenu, Cevert je 1971. ostvario svoju jedinu pobjedu. Tyrrell nije nastupio na posljednjoj utrci. Britanac Roger Williamson poginuo je u svojoj drugoj utrci u Formuli 1, na Zandvoortu na VN Nizozemske.
James Hunt, svjetski prvak iz 1976., debitirao je na VN Monaka.

## Vozači i konstruktori
| Konstruktor       | Momčad / Sudionik                                 | Šasija                                  | Motor                                        | Gume | Vozač                | Utrke               |
| ----------------- | ------------------------------------------------- | --------------------------------------- | -------------------------------------------- | ---- | -------------------- | ------------------- |
| Lotus-Ford        | John Player Team Lotus                            | Lotus 72D Lotus 72E                     | Ford Cosworth DFV 3.0 V8                     | G    | Emerson Fittipaldi   | Sve                 |
| Lotus-Ford        | John Player Team Lotus                            | Lotus 72D Lotus 72E                     | Ford Cosworth DFV 3.0 V8                     | G    | Ronnie Peterson      | Sve                 |
| Lotus-Ford        | Scribante Lucky Strike Racing                     | Lotus 72D                               | Ford Cosworth DFV 3.0 V8                     | F    | Dave Charlton        | 3                   |
| Tyrrell-Ford      | Elf Team Tyrrell                                  | Tyrrell 005 Tyrrell 006                 | Ford Cosworth DFV 3.0 V8                     | G    | Jackie Stewart       | Sve                 |
| Tyrrell-Ford      | Elf Team Tyrrell                                  | Tyrrell 005 Tyrrell 006                 | Ford Cosworth DFV 3.0 V8                     | G    | François Cevert      | Sve                 |
| Tyrrell-Ford      | Elf Team Tyrrell                                  | Tyrrell 005 Tyrrell 006                 | Ford Cosworth DFV 3.0 V8                     | G    | Chris Amon           | 14–15               |
| Tyrrell-Ford      | Blignaut Lucky Strike Racing                      | Tyrrell 004                             | Ford Cosworth DFV 3.0 V8                     | G    | Eddie Keizan         | 3                   |
| McLaren-Ford      | Yardley Team McLaren                              | McLaren M19A McLaren M19C McLaren M23   | Ford Cosworth DFV 3.0 V8                     | G    | Denny Hulme          | Sve                 |
| McLaren-Ford      | Yardley Team McLaren                              | McLaren M19A McLaren M19C McLaren M23   | Ford Cosworth DFV 3.0 V8                     | G    | Peter Revson         | 1–7, 9–15           |
| McLaren-Ford      | Yardley Team McLaren                              | McLaren M19A McLaren M19C McLaren M23   | Ford Cosworth DFV 3.0 V8                     | G    | Jody Scheckter       | 3, 8–9, 14–15       |
| McLaren-Ford      | Yardley Team McLaren                              | McLaren M19A McLaren M19C McLaren M23   | Ford Cosworth DFV 3.0 V8                     | G    | Jacky Ickx           | 11                  |
| Ferrari           | Scuderia Ferrari SpA SEFAC                        | Ferrari 312B2 Ferrari 312B3             | Ferrari 001/1 3.0 F12 Ferrari 001/11 3.0 F12 | G    | Jacky Ickx           | 1–9, 13             |
| Ferrari           | Scuderia Ferrari SpA SEFAC                        | Ferrari 312B2 Ferrari 312B3             | Ferrari 001/1 3.0 F12 Ferrari 001/11 3.0 F12 | G    | Arturo Merzario      | 1–3, 6, 8, 12–15    |
| Surtees-Ford      | Brooke Bond Oxo Team Surtees                      | Surtees TS9A Surtees TS9B Surtees TS14A | Ford Cosworth DFV 3.0 V8                     | F    | Mike Hailwood        | Sve                 |
| Surtees-Ford      | Brooke Bond Oxo Team Surtees                      | Surtees TS9A Surtees TS9B Surtees TS14A | Ford Cosworth DFV 3.0 V8                     | F    | Carlos Pace          | Sve                 |
| Surtees-Ford      | Brooke Bond Oxo Team Surtees                      | Surtees TS9A Surtees TS9B Surtees TS14A | Ford Cosworth DFV 3.0 V8                     | F    | Luiz Bueno           | 2                   |
| Surtees-Ford      | Brooke Bond Oxo Team Surtees                      | Surtees TS9A Surtees TS9B Surtees TS14A | Ford Cosworth DFV 3.0 V8                     | F    | Andrea de Adamich    | 3                   |
| Surtees-Ford      | Brooke Bond Oxo Team Surtees                      | Surtees TS9A Surtees TS9B Surtees TS14A | Ford Cosworth DFV 3.0 V8                     | F    | Jochen Mass          | 9, 11, 15           |
| March-Ford        | STP March Racing Team                             | March 721G March 731                    | Ford Cosworth DFV 3.0 V8                     | G    | Jean-Pierre Jarier   | 1–3, 5–8, 12, 14–15 |
| March-Ford        | STP March Racing Team                             | March 721G March 731                    | Ford Cosworth DFV 3.0 V8                     | G    | Henri Pescarolo      | 4                   |
| March-Ford        | STP March Racing Team                             | March 721G March 731                    | Ford Cosworth DFV 3.0 V8                     | G    | Roger Williamson     | 9–10                |
| March-Ford        | Clarke-Mordaunt-Guthrie Racing Team Pierre Robert | March 721G March 731                    | Ford Cosworth DFV 3.0 V8                     | F G  | Mike Beuttler        | 1–7, 9–15           |
| March-Ford        | Clarke-Mordaunt-Guthrie Racing Team Pierre Robert | March 721G March 731                    | Ford Cosworth DFV 3.0 V8                     | F G  | Reine Wisell         | 7–8                 |
| March-Ford        | LEC Refrigeration Racing                          | March 731                               | Ford Cosworth DFV 3.0 V8                     | G    | David Purley         | 6, 9–11, 13         |
| March-Ford        | Hesketh Racing                                    | March 731                               | Ford Cosworth DFV 3.0 V8                     | G    | James Hunt           | 6, 8–10, 12, 14–15  |
| BRM               | Marlboro BRM                                      | BRM P160C BRM P160D                     | BRM P142 3.0 V12                             | F    | Jean-Pierre Beltoise | Sve                 |
| BRM               | Marlboro BRM                                      | BRM P160C BRM P160D                     | BRM P142 3.0 V12                             | F    | Niki Lauda           | Sve                 |
| BRM               | Marlboro BRM                                      | BRM P160C BRM P160D                     | BRM P142 3.0 V12                             | F    | Clay Regazzoni       | 1–13, 15            |
| BRM               | Marlboro BRM                                      | BRM P160C BRM P160D                     | BRM P142 3.0 V12                             | F    | Peter Gethin         | 14                  |
| Brabham-Ford      | Motor Racing Developments                         | Brabham BT37 Brabham BT42               | Ford Cosworth DFV 3.0 V8                     | G    | Carlos Reutemann     | Sve                 |
| Brabham-Ford      | Motor Racing Developments                         | Brabham BT37 Brabham BT42               | Ford Cosworth DFV 3.0 V8                     | G    | Wilson Fittipaldi    | Sve                 |
| Brabham-Ford      | Motor Racing Developments                         | Brabham BT37 Brabham BT42               | Ford Cosworth DFV 3.0 V8                     | G    | Andrea de Adamich    | 4–6, 8–9            |
| Brabham-Ford      | Motor Racing Developments                         | Brabham BT37 Brabham BT42               | Ford Cosworth DFV 3.0 V8                     | G    | Rolf Stommelen       | 11–14               |
| Brabham-Ford      | Motor Racing Developments                         | Brabham BT37 Brabham BT42               | Ford Cosworth DFV 3.0 V8                     | G    | John Watson          | 9, 15               |
| Iso-Marlboro-Ford | Frank Williams Racing Cars                        | Iso-Marlboro FX3B Iso-Marlboro IR       | Ford Cosworth DFV 3.0 V8                     | F    | Nanni Galli          | 1–2, 4–6            |
| Iso-Marlboro-Ford | Frank Williams Racing Cars                        | Iso-Marlboro FX3B Iso-Marlboro IR       | Ford Cosworth DFV 3.0 V8                     | F    | Howden Ganley        | Sve                 |
| Iso-Marlboro-Ford | Frank Williams Racing Cars                        | Iso-Marlboro FX3B Iso-Marlboro IR       | Ford Cosworth DFV 3.0 V8                     | F    | Jackie Pretorius     | 3                   |
| Iso-Marlboro-Ford | Frank Williams Racing Cars                        | Iso-Marlboro FX3B Iso-Marlboro IR       | Ford Cosworth DFV 3.0 V8                     | F    | Tom Belsø            | 7                   |
| Iso-Marlboro-Ford | Frank Williams Racing Cars                        | Iso-Marlboro FX3B Iso-Marlboro IR       | Ford Cosworth DFV 3.0 V8                     | F    | Henri Pescarolo      | 8, 11               |
| Iso-Marlboro-Ford | Frank Williams Racing Cars                        | Iso-Marlboro FX3B Iso-Marlboro IR       | Ford Cosworth DFV 3.0 V8                     | F    | Graham McRae         | 9                   |
| Iso-Marlboro-Ford | Frank Williams Racing Cars                        | Iso-Marlboro FX3B Iso-Marlboro IR       | Ford Cosworth DFV 3.0 V8                     | F    | Gijs van Lennep      | 10, 12–13           |
| Iso-Marlboro-Ford | Frank Williams Racing Cars                        | Iso-Marlboro FX3B Iso-Marlboro IR       | Ford Cosworth DFV 3.0 V8                     | F    | Tim Schenken         | 14                  |
| Iso-Marlboro-Ford | Frank Williams Racing Cars                        | Iso-Marlboro FX3B Iso-Marlboro IR       | Ford Cosworth DFV 3.0 V8                     | F    | Jacky Ickx           | 15                  |
| Shadow-Ford       | UOP Shadow Racing Team                            | Shadow DN1                              | Ford Cosworth DFV 3.0 V8                     | G    | Jackie Oliver        | 3–15                |
| Shadow-Ford       | UOP Shadow Racing Team                            | Shadow DN1                              | Ford Cosworth DFV 3.0 V8                     | G    | George Follmer       | 3–15                |
| Shadow-Ford       | UOP Shadow Racing Team                            | Shadow DN1                              | Ford Cosworth DFV 3.0 V8                     | G    | Brian Redman         | 15                  |
| Shadow-Ford       | Embassy Racing                                    | Shadow DN1                              | Ford Cosworth DFV 3.0 V8                     | G    | Graham Hill          | 4–15                |
| Tecno             | Martini Racing Team                               | Tecno PA123/6                           | Tecno Series-P 3.0 F12                       | F    | Chris Amon           | 5–6, 9–10, 12       |
| Ensign-Ford       | Team Ensign                                       | Ensign N173                             | Ford Cosworth DFV 3.0 V8                     | F    | Rikky von Opel       | 8–10, 12–15         |

## Kalendar
| Rd | Datum        | Velika nagrada   | Staza          | Prvo startno mjesto | Pobjednik vozač    | Pobjednik konstruktor |
| -- | ------------ | ---------------- | -------------- | ------------------- | ------------------ | --------------------- |
| 1  | 28. siječnja | Argentina        | Buenos Aires   | Clay Regazzoni      | Emerson Fittipaldi | Lotus-Ford            |
| 2  | 11. veljače  | Brazil           | Interlagos     | Ronnie Peterson     | Emerson Fittipaldi | Lotus-Ford            |
| 3  | 3. ožujka    | Južna Afrika     | Kyalami        | Denny Hulme         | Jackie Stewart     | Tyrrell-Ford          |
| 4  | 29. travnja  | Španjolska       | Montjuïc       | Ronnie Peterson     | Emerson Fittipaldi | Lotus-Ford            |
| 5  | 20. svibnja  | Belgija          | Zolder         | Ronnie Peterson     | Jackie Stewart     | Tyrrell-Ford          |
| 6  | 3. lipnja    | Monako           | Monaco         | Jackie Stewart      | Jackie Stewart     | Tyrrell-Ford          |
| 7  | 17. lipnja   | Švedska          | Anderstorp     | Ronnie Peterson     | Denny Hulme        | McLaren-Ford          |
| 8  | 1. srpnja    | Francuska        | Paul Ricard    | Jackie Stewart      | Ronnie Peterson    | Lotus-Ford            |
| 9  | 14. srpnja   | Velika Britanija | Brands Hatch   | Ronnie Peterson     | Peter Revson       | McLaren-Ford          |
| 10 | 29. srpnja   | Nizozemska       | Zandvoort      | Ronnie Peterson     | Jackie Stewart     | Tyrrell-Ford          |
| 11 | 5. kolovoza  | Njemačka         | Nürburgring    | Jackie Stewart      | Jackie Stewart     | Tyrrell-Ford          |
| 12 | 19. kolovoza | Austrija         | Österreichring | Emerson Fittipaldi  | Ronnie Peterson    | Lotus-Ford            |
| 13 | 9. rujna     | Italija          | Monza          | Ronnie Peterson     | Ronnie Peterson    | Lotus-Ford            |
| 14 | 23. rujna    | Kanada           | Mosport Park   | Ronnie Peterson     | Peter Revson       | McLaren-Ford          |
| 15 | 7. listopada | SAD              | Watkins Glen   | Ronnie Peterson     | Ronnie Peterson    | Lotus-Ford            |

## Sistem bodovanja
Sistem bodovanja u Formuli 1
| Mjesto | 1. | 2. | 3. | 4. | 5. | 6. |
| Bodovi | 9  | 6  | 4  | 3  | 2  | 1  |

- Samo 7 najboljih rezultata u prvih 8 utrka i 6 najboljih rezultata u posljednjih 7 utrka su se računali za prvenstvo vozača.
- Samo 7 najboljih rezultata u prvih 8 utrka i 6 najboljih rezultata u posljednjih 7 utrka su se računali za prvenstvo konstruktora.
- Ako je više bolida jednog konstruktora završilo utrku u bodovima, samo najbolje plasirani bolid osvajao je konstruktorske bodove.

## Rezultati utrka
| Poz. | Br. | Vozač              | Konstruktor  | Vrijeme            | Grid | Bodovi |
| ---- | --- | ------------------ | ------------ | ------------------ | ---- | ------ |
| 1.   | 2   | Emerson Fittipaldi | Lotus-Ford   | 1 h 56 min 18,22 s | 2.   | 9      |
| 2.   | 8   | François Cevert    | Tyrrell-Ford | + 4,69 s           | 6.   | 6      |
| 3.   | 6   | Jackie Stewart     | Tyrrell-Ford | + 33,19 s          | 4.   | 4      |
| 4.   | 18  | Jacky Ickx         | Ferrari      | + 42,57 s          | 3.   | 3      |
| 5.   | 14  | Denny Hulme        | McLaren-Ford | + 1 krug           | 8.   | 2      |
| 6.   | 12  | Wilson Fittipaldi  | Brabham-Ford | + 1 krug           | 12.  | 1      |

| Poz. | Br. | Vozač              | Konstruktor  | Vrijeme           | Grid | Bodovi |
| ---- | --- | ------------------ | ------------ | ----------------- | ---- | ------ |
| 1.   | 1   | Emerson Fittipaldi | Lotus-Ford   | 1 h 43 min 55,6 s | 2.   | 9      |
| 2.   | 3   | Jackie Stewart     | Tyrrell-Ford | + 13,5 s          | 8.   | 6      |
| 3.   | 7   | Denny Hulme        | McLaren-Ford | + 1 min 46,4 s    | 5.   | 4      |
| 4.   | 10  | Arturo Merzario    | Ferrari      | + 1 krug          | 17.  | 3      |
| 5.   | 9   | Jacky Ickx         | Ferrari      | + 1 krug          | 3.   | 2      |
| 6.   | 14  | Clay Regazzoni     | BRM          | + 1 krug          | 4.   | 1      |

| Poz. | Br. | Vozač              | Konstruktor  | Vrijeme            | Grid | Bodovi |
| ---- | --- | ------------------ | ------------ | ------------------ | ---- | ------ |
| 1.   | 3   | Jackie Stewart     | Tyrrell-Ford | 1 h 43 min 11,07 s | 16.  | 9      |
| 2.   | 6   | Peter Revson       | McLaren-Ford | + 24,55 s          | 6.   | 6      |
| 3.   | 1   | Emerson Fittipaldi | Lotus-Ford   | + 25,06 s          | 2.   | 4      |
| 4.   | 9   | Arturo Merzario    | Ferrari      | + 1 krug           | 15.  | 3      |
| 5.   | 5   | Denny Hulme        | McLaren-Ford | + 2 kruga          | 1.   | 2      |
| 6.   | 23  | George Follmer     | Shadow-Ford  | + 2 kruga          | 21.  | 1      |

| Poz. | Br. | Vozač                | Konstruktor  | Vrijeme           | Grid | Bodovi |
| ---- | --- | -------------------- | ------------ | ----------------- | ---- | ------ |
| 1.   | 1   | Emerson Fittipaldi   | Lotus-Ford   | 1 h 48 min 18,7 s | 7.   | 9      |
| 2.   | 4   | François Cevert      | Tyrrell-Ford | + 42,7 s          | 3.   | 6      |
| 3.   | 20  | George Follmer       | Shadow-Ford  | + 1 min 13,1 s    | 14.  | 4      |
| 4.   | 6   | Peter Revson         | McLaren-Ford | + 1 krug          | 5.   | 3      |
| 5.   | 15  | Jean-Pierre Beltoise | BRM          | + 1 krug          | 10.  | 2      |
| 6.   | 5   | Denny Hulme          | McLaren-Ford | + 1 krug          | 2.   | 1      |

| Poz. | Br. | Vozač              | Konstruktor  | Vrijeme            | Grid | Bodovi |
| ---- | --- | ------------------ | ------------ | ------------------ | ---- | ------ |
| 1.   | 5   | Jackie Stewart     | Tyrrell-Ford | 1 h 42 min 13,43 s | 6.   | 9      |
| 2.   | 6   | François Cevert    | Tyrrell-Ford | + 31,84 s          | 4.   | 6      |
| 3.   | 1   | Emerson Fittipaldi | Lotus-Ford   | + 2 min 2,79 s     | 9.   | 4      |
| 4.   | 9   | Andrea de Adamich  | Brabham-Ford | + 1 krug           | 18.  | 3      |
| 5.   | 21  | Niki Lauda         | BRM          | + 1 krug           | 14.  | 2      |
| 6.   | 22  | Chris Amon         | Tecno        | + 3 kruga          | 15.  | 1      |

| Poz. | Br. | Vozač              | Konstruktor  | Vrijeme           | Grid | Bodovi |
| ---- | --- | ------------------ | ------------ | ----------------- | ---- | ------ |
| 1.   | 5   | Jackie Stewart     | Tyrrell-Ford | 1 h 57 min 44,3 s | 1.   | 9      |
| 2.   | 1   | Emerson Fittipaldi | Lotus-Ford   | + 1,3 s           | 5.   | 6      |
| 3.   | 2   | Ronnie Peterson    | Lotus-Ford   | + 1 krug          | 2.   | 4      |
| 4.   | 6   | François Cevert    | Tyrrell-Ford | + 1 krug          | 4.   | 3      |
| 5.   | 8   | Peter Revson       | McLaren-Ford | + 2 kruga         | 15.  | 2      |
| 6.   | 7   | Denny Hulme        | McLaren-Ford | + 2 kruga         | 3.   | 1      |

| Poz. | Br. | Vozač            | Konstruktor  | Vrijeme             | Grid | Bodovi |
| ---- | --- | ---------------- | ------------ | ------------------- | ---- | ------ |
| 1.   | 7   | Denny Hulme      | McLaren-Ford | 1 h 56 min 46,049 s | 6.   | 9      |
| 2.   | 2   | Ronnie Peterson  | Lotus-Ford   | + 4,039 s           | 1.   | 6      |
| 3.   | 6   | François Cevert  | Tyrrell-Ford | + 14,667 s          | 2.   | 4      |
| 4.   | 10  | Carlos Reutemann | Brabham-Ford | + 18,068 s          | 5.   | 3      |
| 5.   | 5   | Jackie Stewart   | Tyrrell-Ford | + 25,998 s          | 3.   | 2      |
| 6.   | 3   | Jacky Ickx       | Ferrari      | + 1 krug            | 8.   | 1      |

| Poz. | Br. | Vozač            | Konstruktor  | Vrijeme            | Grid | Bodovi |
| ---- | --- | ---------------- | ------------ | ------------------ | ---- | ------ |
| 1.   | 2   | Ronnie Peterson  | Lotus-Ford   | 1 h 41 min 36,52 s | 5.   | 9      |
| 2.   | 6   | François Cevert  | Tyrrell-Ford | + 40,92 s          | 4.   | 6      |
| 3.   | 10  | Carlos Reutemann | Brabham-Ford | + 46,48 s          | 8.   | 4      |
| 4.   | 5   | Jackie Stewart   | Tyrrell-Ford | + 46,93 s          | 1.   | 3      |
| 5.   | 3   | Jacky Ickx       | Ferrari      | + 48,90 s          | 12.  | 2      |
| 6.   | 27  | James Hunt       | March-Ford   | + 1 min 22,54 s    | 14.  | 1      |

| Poz. | Br. | Vozač            | Konstruktor  | Vrijeme           | Grid | Bodovi |
| ---- | --- | ---------------- | ------------ | ----------------- | ---- | ------ |
| 1.   | 8   | Peter Revson     | McLaren-Ford | 1 h 29 min 18,5 s | 3.   | 9      |
| 2.   | 2   | Ronnie Peterson  | Lotus-Ford   | + 2,8 s           | 1.   | 6      |
| 3.   | 7   | Denny Hulme      | McLaren-Ford | + 3,0 s           | 2.   | 4      |
| 4.   | 27  | James Hunt       | March-Ford   | + 3,4 s           | 11.  | 3      |
| 5.   | 6   | François Cevert  | Tyrrell-Ford | + 36,6 s          | 7.   | 2      |
| 6.   | 10  | Carlos Reutemann | Brabham-Ford | + 1 krug          | 8.   | 1      |

| Poz. | Br. | Vozač                | Konstruktor       | Vrijeme            | Grid | Bodovi |
| ---- | --- | -------------------- | ----------------- | ------------------ | ---- | ------ |
| 1.   | 5   | Jackie Stewart       | Tyrrell-Ford      | 1 h 39 min 12,45 s | 2.   | 9      |
| 2.   | 6   | François Cevert      | Tyrrell-Ford      | + 15,83 s          | 3.   | 6      |
| 3.   | 27  | James Hunt           | March-Ford        | + 1 min 3,01 s     | 7.   | 4      |
| 4.   | 8   | Peter Revson         | McLaren-Ford      | + 1 min 9,13 s     | 6.   | 3      |
| 5.   | 20  | Jean-Pierre Beltoise | BRM               | + 1 min 13,37 s    | 9.   | 2      |
| 6.   | 26  | Gijs van Lennep      | Iso-Marlboro-Ford | + 2 kruga          | 19.  | 1      |

| Poz. | Br. | Vozač              | Konstruktor  | Vrijeme          | Grid | Bodovi |
| ---- | --- | ------------------ | ------------ | ---------------- | ---- | ------ |
| 1.   | 5   | Jackie Stewart     | Tyrrell-Ford | 1 h 42 min 3,0 s | 1.   | 9      |
| 2.   | 6   | François Cevert    | Tyrrell-Ford | + 1,6 s          | 3.   | 6      |
| 3.   | 30  | Jacky Ickx         | McLaren-Ford | + 41,2 s         | 4.   | 4      |
| 4.   | 24  | Carlos Pace        | Surtees-Ford | + 53,8 s         | 11.  | 3      |
| 5.   | 11  | Wilson Fittipaldi  | Brabham-Ford | + 1 min 19,9 s   | 13.  | 2      |
| 6.   | 1   | Emerson Fittipaldi | Lotus-Ford   | + 1 min 24,3 s   | 14.  | 1      |

| Poz. | Br. | Vozač                | Konstruktor  | Vrijeme            | Grid | Bodovi |
| ---- | --- | -------------------- | ------------ | ------------------ | ---- | ------ |
| 1.   | 2   | Ronnie Peterson      | Lotus-Ford   | 1 h 28 min 48,78 s | 2.   | 9      |
| 2.   | 5   | Jackie Stewart       | Tyrrell-Ford | + 9,01 s           | 7.   | 6      |
| 3.   | 24  | Carlos Pace          | Surtees-Ford | + 46,64 s          | 8.   | 4      |
| 4.   | 10  | Carlos Reutemann     | Brabham-Ford | + 47,91 s          | 5.   | 3      |
| 5.   | 20  | Jean-Pierre Beltoise | BRM          | + 1 min 21,60 s    | 13.  | 2      |
| 6.   | 19  | Clay Regazzoni       | BRM          | + 1 min 38,40 s    | 14.  | 1      |

| Poz. | Br. | Vozač              | Konstruktor  | Vrijeme           | Grid | Bodovi |
| ---- | --- | ------------------ | ------------ | ----------------- | ---- | ------ |
| 1.   | 2   | Ronnie Peterson    | Lotus-Ford   | 1 h 29 min 17,0 s | 1.   | 9      |
| 2.   | 1   | Emerson Fittipaldi | Lotus-Ford   | + 0,8 s           | 4.   | 6      |
| 3.   | 8   | Peter Revson       | McLaren-Ford | + 28,8 s          | 2.   | 4      |
| 4.   | 5   | Jackie Stewart     | Tyrrell-Ford | + 33,2 s          | 6.   | 3      |
| 5.   | 6   | François Cevert    | Tyrrell-Ford | + 46,2 s          | 11.  | 2      |
| 6.   | 10  | Carlos Reutemann   | Brabham-Ford | + 59,8 s          | 10.  | 1      |

| Poz. | Br. | Vozač                | Konstruktor       | Vrijeme            | Grid | Bodovi |
| ---- | --- | -------------------- | ----------------- | ------------------ | ---- | ------ |
| 1.   | 8   | Peter Revson         | McLaren-Ford      | 1 h 59 min 4,083 s | 2.   | 9      |
| 2.   | 1   | Emerson Fittipaldi   | Lotus-Ford        | + 32,734 s         | 5.   | 6      |
| 3.   | 17  | Jackie Oliver        | Shadow-Ford       | + 34,505 s         | 14.  | 4      |
| 4.   | 20  | Jean-Pierre Beltoise | BRM               | + 36,514 s         | 16.  | 3      |
| 5.   | 5   | Jackie Stewart       | Tyrrell-Ford      | + 1 krug           | 9.   | 2      |
| 6.   | 25  | Howden Ganley        | Iso-Marlboro-Ford | + 1 krug           | 22.  | 1      |

 VN SAD
| Poz. | Br. | Vozač              | Konstruktor  | Vrijeme             | Grid | Bodovi |
| ---- | --- | ------------------ | ------------ | ------------------- | ---- | ------ |
| 1.   | 2   | Ronnie Peterson    | Lotus-Ford   | 1 h 41 min 15,799 s | 1.   | 9      |
| 2.   | 27  | James Hunt         | March-Ford   | + 0,668 s           | 4.   | 6      |
| 3.   | 10  | Carlos Reutemann   | Brabham-Ford | + 22,930 s          | 2.   | 4      |
| 4.   | 7   | Denny Hulme        | McLaren-Ford | + 50,226 s          | 7.   | 3      |
| 5.   | 8   | Peter Revson       | McLaren-Ford | + 1 min 20,367 s    | 6.   | 2      |
| 6.   | 1   | Emerson Fittipaldi | Lotus-Ford   | + 1 min 47,945 s    | 3.   | 1      |

## Poredak

### Vozači
| Mjesto | Vozač                | Bodovi |   |   |   |   |   |   |   |   |   |   |   |   |   |   |   |
| ------ | -------------------- | ------ | - | - | - | - | - | - | - | - | - | - | - | - | - | - | - |
| 1.     | Jackie Stewart       | 71     | 4 | 6 | 9 | – | 9 | 9 | 2 | 3 | – | 9 | 9 | 6 | 3 | 2 |   |
| 2.     | Emerson Fittipaldi   | 55     | 9 | 9 | 4 | 9 | 4 | 6 | – | – | – | – | 1 | – | 6 | 6 | 1 |
| 3.     | Ronnie Peterson      | 52     | – | – | – | – | – | 4 | 6 | 9 | 6 | – | – | 9 | 9 | – | 9 |
| 4.     | François Cevert      | 47     | 6 | – | – | 6 | 6 | 3 | 4 | 6 | 2 | 6 | 6 | – | 2 | – |   |
| 5.     | Peter Revson         | 38     | – | – | 6 | 3 | – | 2 | – |   | 9 | 3 | – | – | 4 | 9 | 2 |
| 6.     | Denny Hulme          | 26     | 2 | 4 | 2 | 1 | – | 1 | 9 | – | 4 | – | – | – | – | – | 3 |
| 7.     | Carlos Reutemann     | 16     | – | – | – | – | – | – | 3 | 4 | 1 | – | – | 3 | 1 | – | 4 |
| 8.     | James Hunt           | 14     |   |   |   |   |   | – |   | 1 | 3 | 4 | – | – | – | – | 6 |
| 9.     | Jacky Ickx           | 12     | 3 | 2 | – | – | – | – | 1 | 2 | – | – | 4 |   | – |   | – |
| 10.    | Jean-Pierre Beltoise | 9      | – | – | – | 2 | – | – | – | – | – | 2 | – | 2 | – | 3 | – |
| 11.    | Carlos Pace          | 7      | – | – | – | – | – | – | – | – | – | – | 3 | 4 | – | – | – |
| 12.    | Arturo Merzario      | 6      | – | 3 | 3 | – | – | – | – | – | – | – | – | – | – | – | – |
| 13.    | George Follmer       | 5      |   | – | 1 | 4 | – | – | – | – | – | – | – | – | – | – | – |
| 14.    | Jackie Oliver        | 4      |   | – | – | – | – | – | – | – | – | – | – | – | – | 4 | – |
| 15.    | Andrea de Adamich    | 3      |   |   | – | – | 3 | – |   | – | – |   |   |   |   |   |   |
| 16.    | Wilson Fittipaldi    | 3      | 1 | – | – | – | – | – | – | – | – | – | 2 | – | – | – | – |
| 17.    | Niki Lauda           | 2      | – | – | – | – | 2 | – | – | – | – | – | – | – | – | – | – |
| 18.    | Clay Regazzoni       | 2      | – | 1 | – | – | – | – | – | – | – | – | – | 1 | – |   | – |
| 19.    | Howden Ganley        | 1      | – | – | – | – | – | – | – | – | – | – | – | – | – | 1 | – |
| 20.    | Gijs van Lennep      | 1      |   |   |   |   |   |   |   |   |   | 1 |   | – | – |   |   |
| 21.    | Chris Amon           | 1      |   |   |   |   | 1 | – | – | – | – | – | – | – | – | – | – |
| Mjesto | Vozač                | Bodovi |   |   |   |   |   |   |   |   |   |   |   |   |   |   |   |

| Boja | Značenje                                                                 |
| ---- | ------------------------------------------------------------------------ |
| 5    | Osvojeni bodovi koji su se računali za prvenstvo vozača / konstruktora   |
| 5    | Osvojeni bodovi koji se nisu računali za prvenstvo vozača / konstruktora |
| –    | Vozač / konstruktor nije osvojio bodove u utrci                          |
|      | Vozač / konstruktor nije nastupao na utrci                               |

### Konstruktori
| Mjesto | Konstruktor       | Bodovi |   |   |   |   |   |   |   |   |   |   |   |   |   |   |   |
| ------ | ----------------- | ------ | - | - | - | - | - | - | - | - | - | - | - | - | - | - | - |
| 1.     | Lotus-Ford        | 92     | 9 | 9 | 4 | 9 | 4 | 6 | 6 | 9 | 6 | – | 1 | 9 | 9 | 6 | 9 |
| 2.     | Tyrrell-Ford      | 82     | 6 | 6 | 9 | 6 | 9 | 9 | 4 | 6 | 2 | 9 | 9 | 6 | 3 | 2 |   |
| 3.     | McLaren-Ford      | 58     | 2 | 4 | 6 | 3 | – | 2 | 9 | – | 9 | 3 | 4 | – | 4 | 9 | 3 |
| 4.     | Brabham-Ford      | 22     | 1 | – | – | – | 3 | – | 3 | 4 | 1 | – | 2 | 3 | 1 | – | 4 |
| 5.     | March-Ford        | 14     | – | – | – | – | – | – | – | 1 | 3 | 4 | – | – | – | – | 6 |
| 6.     | Ferrari           | 12     | 3 | 3 | 3 | – | – | – | 1 | 2 | – | – | – | – | – | – | – |
| 7.     | BRM               | 12     | – | 1 | – | 2 | 2 | – | – | – | – | 2 | – | 2 | – | 3 | – |
| 8.     | Shadow-Ford       | 9      |   | – | 1 | 4 | – | – | – | – | – | – | – | – | – | 4 | – |
| 9.     | Surtees-Ford      | 7      | – | – | – | – | – | – | – | – | – | – | 3 | 4 | – | – | – |
| 10.    | Iso-Marlboro-Ford | 2      | – | – | – | – | – | – | – | – | – | 1 | – | – | – | 1 | – |
| 11.    | Tecno             | 1      |   |   |   |   | 1 | – | – | – | – | – | – | – | – |   |   |
| Mjesto | Konstruktor       | Bodovi |   |   |   |   |   |   |   |   |   |   |   |   |   |   |   |

- Lotus-Ford je osvojio ukupno 96 bodova, ali samo 92 boda osvojena u 13 najboljih utrka (7 najboljih rezultata u prvih 8 utrka i 6 najboljih rezultata u posljednjih 7 utrka) su se računali za prvenstvo konstruktora.
- Tyrrell-Ford je osvojio ukupno 86 bodova, ali samo 82 boda osvojena u 13 najbolih utrka (7 najboljih rezultata u prvih 8 utrka i 6 najboljih rezultata u posljednjih 7 utrka) su se računali za prvenstvo konstruktora.

## Statistike
| Vozač                | Postolja  | Postolja  | Postolja  | Prvo startno mjesto | Najbrži krug | Krugovi u vodstvu |
| Vozač                | 1. mjesto | 2. mjesto | 3. mjesto | Prvo startno mjesto | Najbrži krug | Krugovi u vodstvu |
| -------------------- | --------- | --------- | --------- | ------------------- | ------------ | ----------------- |
| Jackie Stewart       | 5         | 2         | 1         | 3                   | 1            | 214               |
| Ronnie Peterson      | 4         | 2         | 1         | 9                   | 2            | 393               |
| Emerson Fittipaldi   | 3         | 3         | 2         | 1                   | 5            | 120               |
| Peter Revson         | 2         | 1         | 1         | -                   | -            | 63                |
| Denny Hulme          | 1         | -         | 2         | 1                   | 3            | 6                 |
| François Cevert      | -         | 6         | 1         | -                   | 1            | 76                |
| James Hunt           | -         | 1         | 1         | -                   | 2            | -                 |
| Carlos Reutemann     | -         | -         | 2         | -                   | -            | -                 |
| George Follmer       | -         | -         | 1         | -                   | -            | -                 |
| Jacky Ickx           | -         | -         | 1         | -                   | -            | -                 |
| Carlos Pace          | -         | -         | 1         | -                   | 2            | -                 |
| Jackie Oliver        | -         | -         | 1         | -                   | -            | 7                 |
| Clay Regazzoni       | -         | -         | -         | 1                   | -            | 28                |
| Jody Scheckter       | -         | -         | -         | -                   | -            | 43                |
| Niki Lauda           | -         | -         | -         | -                   | -            | 17                |
| Jean-Pierre Beltoise | -         | -         | -         | -                   | -            | 6                 |

| Konstruktor  | Postolja  | Postolja  | Postolja  | Prvo startno mjesto | Najbrži krug | Krugovi u vodstvu |
| Konstruktor  | 1. mjesto | 2. mjesto | 3. mjesto | Prvo startno mjesto | Najbrži krug | Krugovi u vodstvu |
| ------------ | --------- | --------- | --------- | ------------------- | ------------ | ----------------- |
| Lotus-Ford   | 7         | 5         | 3         | 10                  | 7            | 513               |
| Tyrrell-Ford | 5         | 8         | 2         | 3                   | 2            | 290               |
| McLaren-Ford | 3         | 1         | 4         | 1                   | 3            | 112               |
| March-Ford   | -         | 1         | 1         | -                   | 2            | -                 |
| Shadow-Ford  | -         | -         | 2         | -                   | -            | 7                 |
| Brabham-Ford | -         | -         | 2         | -                   | -            | -                 |
| Surtees-Ford | -         | -         | 1         | -                   | 2            | -                 |
| BRM          | -         | -         | -         | 1                   | -            | 51                |

### Vodeći vozač i konstruktor u prvenstvu
U rubrici bodovi, prikazana je bodovna prednost vodećeg vozača / konstruktora ispred drugoplasiranog, dok je žutom bojom označena utrka na kojoj je vozač / konstruktor osvojio naslov prvaka.
| Utrka               | Vozač              | Bodovi |
| ------------------- | ------------------ | ------ |
| VN Argentine        | Emerson Fittipaldi | 3      |
| VN Brazila          | Emerson Fittipaldi | 8      |
| VN Južne Afrike     | Emerson Fittipaldi | 3      |
| VN Španjolske       | Emerson Fittipaldi | 12     |
| VN Belgije          | Emerson Fittipaldi | 7      |
| VN Monaka           | Emerson Fittipaldi | 4      |
| VN Švedske          | Emerson Fittipaldi | 2      |
| VN Francuske        | Jackie Stewart     | 1      |
| VN Velike Britanije | Jackie Stewart     | 1      |
| VN Nizozemske       | Jackie Stewart     | 10     |
| VN Njemačke         | Jackie Stewart     | 15     |
| VN Austrije         | Jackie Stewart     | 21     |
| VN Italije          | Jackie Stewart     | 21     |
| VN Kanade           | Jackie Stewart     | 17     |
| VN SAD              | Jackie Stewart     | 16     |

| Utrka               | Konstruktor  | Bodovi |
| ------------------- | ------------ | ------ |
| VN Argentine        | Lotus-Ford   | 3      |
| VN Brazila          | Lotus-Ford   | 6      |
| VN Južne Afrike     | Lotus-Ford   | 1      |
| VN Španjolske       | Lotus-Ford   | 4      |
| VN Belgije          | Tyrrell-Ford | 1      |
| VN Monaka           | Tyrrell-Ford | 4      |
| VN Švedske          | Tyrrell-Ford | 2      |
| VN Francuske        | Lotus-Ford   | 1      |
| VN Velike Britanije | Lotus-Ford   | 5      |
| VN Nizozemske       | Tyrrell-Ford | 4      |
| VN Njemačke         | Tyrrell-Ford | 12     |
| VN Austrije         | Tyrrell-Ford | 9      |
| VN Italije          | Tyrrell-Ford | 3      |
| VN Kanade           | Lotus-Ford   | 1      |
| VN SAD              | Lotus-Ford   | 10     |

## Vanjske poveznice
- Službena stranica Formule 1
- Formula 1 – sezona 1973. - StatsF1
- Utrke koje se nisu bodovale za prvenstvo 1973. - StatsF1